# Heinrich Warnke
Heinrich Warnke (Wesselburen (Schleswig-Holstein), 30 d'agost, 1870 - Dresden (Regne de Saxònia), 6 d'agost, 1938), va ser un violoncel·lista germano-estatunidenc.

## Biografia
Fill d'un director musical d'un poble petit. Va rebre la seva formació musical inicial a casa, i als 12 anys va ingressar al Conservatori d'Hamburg a la classe de violoncel d'Albert Gowa. El 1887 es va traslladar a Leipzig, on va millorar les seves habilitats al Conservatori de Leipzig sota la direcció de Julius Klengel i va tocar a l'Orquestra del Gewandhaus. Després va tocar a les orquestres de Baden-Baden (on Rudolf Crasselt fou el seu alumne) i Homburg. El 1897-1905 era solista de l'Orquestra Keim de Munich, des de 1898 també va tocar en un trio de piano amb Felix Weingartner i Richard Rettich.
El 1905 va ser convidat als EUA i va ocupar el càrrec de concertista de violoncel a l'Orquestra Simfònica de Boston; Juntament amb Heinrich Warnke, el seu germà petit Johannes Warnke (1871-1960) també havia arribat a Boston, unint-se a l'orquestra com a segon violoncel. El 1914, Joseph Malkin va substituir Warnke com a director de concert, però Warnke va romandre amb l'orquestra fins al 1918. El 1905-1907 També va tocar com a part amb el "Willy Hess String Quartet". Des de 1920, també actuà com a solista com un dels acompanyants de violoncel de la Metropolitan Opera Orchestra. Va tornar a Alemanya a mitjans dels anys trenta.

## Treballs
- Mazurka, Op.1 per a piano sol.[2]